# Hypokopelates angelita
Hypokopelates angelita är en fjärilsart som beskrevs av Suffert 1904. Hypokopelates angelita ingår i släktet Hypokopelates och familjen juvelvingar. Inga underarter finns listade i Catalogue of Life.